# Pokémon Origins
Покемон: Походження (яп. ポケットモンスター THE ORIGIN, Poketto Monsutā Ji Orijin) ー спіноф японського аніме-серіалу, заснованого на франшизі від Nintendo Pokémon. На відміну від оригінального телесеріалу, цей 90-хвилинний фільм містить персонажів з оригінальних відеоігор Pokémon Red & Blue, і значно більше відповідає механіці та дизайну ігор. Як і телесеріал, він не належав Media Factory (торгова компанія Kadokawa Corporation). Анімацією займаються Production I.G, Xebec та OLM, Inc., і фільм розділений на чотири частини, режисерами кожної з яких є різні режисери з цих студій. Він транслювався на TV Tokyo 2 жовтня 2013 року, за десять днів до випуску відеоігор Pokémon X and Y і почав трансляцію на міжнародному рівні на службі Nintendo Pokémon TV з 15 листопада 2013 року по 2 грудня 2013 року. 14 вересня 2016 року перший епізод серіалу був випущений безкоштовно на офіційному YouTube-каналі Pokémon і пізніше був видалений у 2017 році.

## Епізоди

### Перший епізод
Ред — хлопчик із міста Паллета, який має отримати свого першого покемона. Разом зі своїм другом дитинства та одночасно суперником Гріном вони йдуть до професора Оука, щоб взяти у нього свого першого покемона. Професор Оук пропонує одного з трьох на вибір: Бульбазавра, Чармандера та Сквіртла. Ред обирає Чармандера, а Грін — Сквіртла. Професор Оук просить Реда та Гріна заповнити Покедекс, електронну енциклопедію, даними про покемонів, для цього потрібно зловити якнайбільше покемонів. Два тренери-початківці вирушають у подорож, кожен своєю дорогою. Після кількох битв і захоплення кількох покемонів Ред стикається з Грін і влаштовує з ним битву покемонів, проте Чармандер Реда виявляється переможений Сквіртлом Гріна. Після поразки Ред зустрічає хлопця, який пояснює йому, як правильно брати участь у битвах покемонів: для цього потрібно враховувати їхні сильні та слабкі сторони. Хлопець радить Реду вилікувати покемонів у Центрі покемонів міста Вірідіана. Через деякий час Ред прибуває до П'ютера, а потім вирішує викликати на поєдинок місцевого лідера стадіону. Лідером стадіону і виявляється той хлопець, котрий і допоміг Реду — це був Брок. Починається битва. Брок використовує Джеодуда, а Ред — Чармандера. Усвідомивши, що вогняний Чармандер нездатний перемогти кам'яного Джеодуда, Ред обирає Нідорана-самця, який атаками бойового типу легко перемагає. Потім Брок викликає Онікса, який після нетривалого бою з Нідораном виходить переможцем. Втративши кілька покемонів у битві з Онікс, Ред вибирає Чармандера, і той добиває Онікса. Брок вихваляє Реда і дає йому Кам'яний значок.

### Другий епізод
Вигравши багато битв і отримавши ще два значки від переможених Лідерів стадіонів, Ред доходить до міста Лавендера. У місті знаходиться Башта покемонів, цвинтар покемонів, де, за чутками, водяться примари. Перед тим, як зайти в Башту, Ред знайомиться з відвідуванням місцевого притулку для покемонів і знайомиться з дівчинкою, на ім'я Рейна. Та показує йому покемонів притулку, проте серед покемонів є Кубон, який ненавидить людей. Колись команда R вбила його мати Маровак, яка намагалася захистити свою дитину Кубона, відтоді він став таким. Єдина людина, до якої Кубон не відчуває ненависті — до містера Фуджі, господаря притулку. Стає відомо, що Команда R захопила Вежу покемонів і влаштувалась на її верхньому поверсі. Ред вирішує піти туди, щоб перемогти Команду R, а Грін, який підслухав розмову Реда з місцевими жителями, також вирішує піти, щоб битися зі злодіями та заробити собі славу у місті. Ред і Грін зустрічаються у Вежі та стикаються із примарою, яка намагається їх вигнати з вежі. Відібравши у Команди R окуляри Сільф, Грін і Ред дивляться крізь них на привида, і дізнаються, що це і є той самий Маровак, убитий Командою R. Кубон втікає з притулку і вдається до примари. Примара Маровака дізнається, що з його дитиною Кубоном все гаразд, і вирішує здобути вічний спокій. Кубон допомагає Реду вигнати Команду R з Башти покемонів та звільнити містера Фуджі. На подяку Фуджі дарує Реду Покефлейту, здатну будити сплячих покемонів, а також два загадкові камені.

### Третій епізод
Ред отримує ще два значки, і його Чармілеон перетворюється на Чарізарда. Крім того, він дізнається про секретну базу Команди R під казино в місті Целадоні, вривається туди й зриває плани злочинців, поборовшись із їхнім лідером Джованні. Прибувши до міста Саффрон, Ред зустрічає Гріна, і вони знайомляться з секретаркою президента компанії «Сільф Ко.», яка виробляє товари для покемонів. Секретарка говорить Реду і Грін, що їх офіс захоплений командою R. Команда R захопила офіс, бо компанія розробляла майстербол, покебол, здатний ловити абсолютно будь-якого покемон незалежно від того, наскільки він сильний. Ред вривається в офіс і звільняє співробітників компанії, на подяку він отримує від одного з них покемон Лапрас. Потім Ред намагається битися з босом Команди R, але зазнає поразки, коли його Чарізард переможений Нідоквін Джованні. Джованні втікає на гелікоптері, перед відступом відбувається коротка розмова між Редом і Джованні: Джованні вважає, що покемони — лише інструмент для досягнення цілей, а Ред, навпаки, вважає покемонів друзями. Через деякий час Ред, отримавши ще два значки, йде до Вірідіана за останнім, восьмим значком. Лідером стадіону виявляється Джіованні. Джіованні використовує Райхорна, який перемагає чотирьох покемонів Реда, відмовляючись здаватися. Ред використовує Хітмонлі та завдає Райхорну поразки, так само вибуваючи з бою. Останнім покемоном Джованні виявляється Райдон, а Ред випускає Чарізарда. Чарізард насилу перемагає Райдона, а Джованні під час битви думає про те, як Ред нагадує йому його самого в дитинстві. Зрештою Джованні визнає силу Реда і свою неправоту, дає йому останній значок і розпускає Команду R. Ред, отримавши всі вісім значків, вирушає до Ліги покемонів.

### Четвертий епізод
У Лізі покемонів Ред бореться і перемагає Елітну четвірку, а потім викликає на поєдинок чемпіона Ліги, яким виявляється Грін. Під час запеклої битви й у Реда, й у Гріна з шістьох покемонів залишаються тільки по одному: це Чарізард і Бластойз відповідно. На превеликий труд Чарізард Реда долає Бластойза Гріна, після чого з'являється професор Оук і відводить Реда в Зал слави, де той і оголошений новим Чемпіоном Ліги покемонів. Через деякий час Ред продовжує свою подорож, щоб упіймати більше покемонів і до кінця заповнити Покедекс інформацією. У результаті Реда відзначено в Покедекс 149 покемонів. Коли він повертається до професора Оука, щоб розповісти йому про свої успіхи, Ред дізнається, що Грін був повалений надпотужним диким покемоном у Церулінській печері. Згадавши щоденники, що він читав у занедбаній лабораторії Цінабара, Ред розуміє, що цей покемон — М'юту. Ред вирушає в Церулінську печеру і бореться там із М'юту, але той перемагає майже всіх його покемонів, крім Чарізарда. Коли Чарізард перебуває на межі поразки, каміння, яке дав Фуджі Реду, починає світитися і провокує мегаеволюцію у Чарізарда в Мега Чарізарда X. Мега Чарізард X з легкістю перемагає М'юту, і Ред успішно його ловить. Через деякий час, під час чаювання з Грін і професором Оуком, Ред згадує про те, що М'юту був створений з ДНК М'ю, і вирішує за будь-яку ціну знайти його, щоб завершити Покедекс.

## Актори озвучування

### Японські
- Джунко Такеучі — Ред
- Такуя Егучі[en] — Грін
- Кацудзі Морі[en] — доктор Окідо
- Томокадзу Сугіта — Такеші
- Рікія Кояма[en] — Сакакі
- Юі Ісікава[en] — Рейна
- Токуйоші Кавасіма — Ватару
- Мінору Інаба[en] — старійшина Фудзі

### Англійський дубляж
- Брайс Папенбрук[en] — Ред[8]
- Люсьєн Додж[en] — Блу,[8] Кабутопс Реда,[8] Коффінг (епізод 2), Оддіш (епізод 2)
- Кайл Хеберт[en] — професор Оук[8]
- Джонні Йонг Бош[en]- Брок[9] (серія 1)
- Крістін Марі Кабанос[en] — Рейн,[8] Піджі,[8] Катерпі,[8] М'ю,[8] і декілька дівчат (епізод 3)
- Лора Пост[en] — мама Реда[8] (епізод 1), привид Маровака[8] (епізод 2), Страшна дівчина (епізод 2)
- Христина Ві[en] — дівчина,[8] Нідоран♂ Реда,[8] Кубон,[8] медсестра центру покемонів (епізод 2)
- Стів Хейзер — Ленс (епізод 4)
- Меррі О'Коннор — жінка-вчений (епізод 4) і медсестра центру покемонів (епізод 1)
- Дейв Меллоу[en] — президент (епізод 3)
- Йоханна Луїс — жінка (епізод 2)
- Дуг Ерхольц[en] — зеленоволосий член команди Р
- Ерін Фіцджеральд — дівчина (епізод 1), дитина (епізод 1), секретар (епізод 3)
- Грант Джордж[en] — товстий член команди Р(епізод 2), Кубон (епізод 2)
- Тейлор Генрі — Джованні
- B.J. Оукі — Чоловік-посланець (епізод 2)
- Девід Кіфір — Онікс Брока (епізод 1), Людина в блакитній куртці (епізод 2), Вчений (епізод 3)
- Кірк Торнтон[en] — містер Фуджі
- Метт Мерсер — пара чоловіків (епізод 3), чоловік (епізод 2)
- Майкл Сінтерніклас[en] — Людина (епізод 1)
- Спайк Спенсер[en] — синьоволосий член команди Р (епізод 2)
- Венді Лі[en] — Дівчина (епізод 1), Жінка (епізод 2)

## Сприйняття
Сайт Critiques 4 Geeks оцінив цей серіал у 8 балів з 10, високо оцінивши художній стиль та промальовування фонів та персонажів, а також відзначив велику серйозність сюжету у порівнянні з аніме-серіалом. «Тут ви не побачите того ідіотизму, що постійно був у пригодах Еша Кетчума. Цей серіал серйозний, як ніколи, і навіть Команда R показана набагато жорсткіше. Думаю, „Походження“ надають всесвіту „Покемону“ глибину, якої немає в оригінальному аніме-серіалі» — так рецензент порівнює «Походження» з аніме-серіалом. Kotaku відзначив велику жорстокість серіалу в порівнянні з оригінальним аніме, і зазначив, що «Ред за серіал загальною тривалістю в годину досяг більшого, ніж Еш за шістнадцять років», а Lazygamer пожартував, що PETA будуть явно незадоволені більш жорстокими. битвами покемонів, як приклад було наведено кричущий від болю Чармандер Реда у першій серії. Критики висловлювали надію, що подібні спеціальні випуски, зроблені за мотивами ігор, будуть випускатися і надалі. Capsule Computers добре відгукнувся про серіал, вважаючи, що він чудово передає атмосферу оригінальних ігор, проте в мінус він поставив надмірну стислість і скороченість сюжету в порівнянні з оригінальними іграми. Крім того, була нагороджена похвала поява Мега Чарізарда X в останній серії, пов'язана з випуском Pokémon X and Y: на думку автора рецензії, цей серіал таким чином поєднує минуле «Покемону» з майбутнім. Latinos Post назвав Команду R в даному мінісеріалі «справді схожою на терористичну організацію», на відміну від тієї, що була показана в аніме, особливо звернувши увагу на жорстоке вбивство Маровака у другій серії. Destructoid припустив, що, якби серіал став досить довгим, то фанати стали б ненавидіти Реда, так само як і Еша. Azure Anime похвалив візуальну складову серіалу, зокрема, анімацію, зазначивши, що вона нагадує ту, що була в першому сезоні аніме-серіалу, проте повідомив, що значна частина потенціалу серіалу була не розкрита завдяки скороченню сюжету, і в результаті поставив 4,5 /5 балів. Ред, на думку автора рецензії, також погано розкритий. Блог Star Crossed Anime Blog схарактеризував його не інакше, як «вибух ностальгії», і припустив, що «Покемон: Походження» — не що інше, як експеримент, у разі удачі творці аніме спробують випустити щось подібне, але більш масштабне. Порівнюючи аніме-серіал та «Походження», рецензент стверджував, що аніме-серіал має свої мінуси, яких немає в «Походженні», і навпаки. У результаті серіал оцінили на 75 балів зі 100.